# Witbuikspoorkoekoek
De witbuikspoorkoekoek (Centropus leucogaster) is een vogel uit de familie Cuculidae (koekoeken).

## Verspreiding en leefgebied
Deze soort voor in westelijk en centraal Afrika en telt drie ondersoorten:
- C. l. leucogaster: van zuidelijk Senegal en Guinee-Bissau tot zuidoostelijk Nigeria.
- C. l. efulenensis: zuidwestelijk Kameroen en Gabon.
- C. l. neumanni: noordoostelijk Congo-Kinshasa.